# Сарга (Шалинский муниципальный округ)
Сарга́ — посёлок в Шалинском районе Свердловской области России. Входит в Шалинский муниципальный округ.
Ранее был центром Саргинского сельсовета Шалинского района.

## География
Посёлок Сарга расположен в 14 километрах к востоко-юго-востоку от посёлка Шаля (по дорогам в 18 километрах), в лесной местности по обоим берегам реки Сарги — левого притока Сылвы. В посёлке расположена станция Сарга Свердловской железной дороги

## История
Посёлок основан в 1907—1908 годах в связи со строительством железной дороги.

## Население
| 2002 | 2010  | 2021 |
| ---- | ----- | ---- |
| 1169 | ↘1147 | ↘815 |

## Экономика
В посёлке имеется лесозаготовительные и деревообрабатывающие предприятия: ООО «Саргинский леспромхоз», ООО «Технолес».